# Battos Ier
Pour les articles homonymes, voir Battos.
Battos Ier Oikistḗs (« Le Fondateur »), en grec ancien Βάττος ὁ Οἰκιστής / Báttos ho Oikistḗs est le fondateur et premier roi de Cyrène (actuelle Libye), entre 631 av. J.-C. et 599 av. J.-C..

## Biographie

### Citoyen de Théra
Fils de Polymnestos, il passait pour le dix-septième descendant de l'Argonaute Euphémos, qui avait colonisé Théra avec des habitants de Sparte.

### Oikiste

#### Les légendes de la fondation de Cyrène
Parti de Théra après avoir consulté la pythie de Delphes, il va alors fonder la colonie de Cyrène.
Sur la désignation de Battos comme chef de l’expédition théréenne chargée de fonder une colonie en Libye, Hérodote a recueilli deux traditions différentes : une originaire de Théra,, et une autre de Cyrène,.
Selon la légende théréenne, Battos accompagna le roi de Théra, Grinnos, qui se rendit à Delphes pour consulter l’oracle. Bien que la demande de Grinnos ne portait pas sur ce sujet, la Pythie ordonna au roi de Théra de fonder une cité en Libye. Prétextant son âge, Grinnos refusa cette mission, et proposa que Battos, un membre de sa suite, prenne la tête de l’expédition. De retour dans leur cité, les Théréens s'abstinrent d'envoyer une expédition en Libye, affirmant ne pas savoir où elle se trouvait. L'île de Théra fut alors durement frappée par la sécheresse. Pour trouver un remède à leurs maux, les Théréens consultèrent à nouveau l'oracle de Delphes, qui leur reprocha de ne pas avoir fondé de colonie en Libye. Décidés cette fois-ci à obéir, les Théréens députèrent des représentants en Crète pour trouver quelqu'un ayant déjà voyagé en Libye. À Itanos, un certain Corôbios, pêcheur de murex, accepta de les accompagner jusqu'à l'île de Platée, sur les rivages de la Libye. Après un premier voyage de reconnaissance, les Théréens se décidèrent à fonder un établissement permanent sur l'île, et confièrent le commandement de l'expédition à Battos.

Les Cyrénéens rapportent une tradition différente. L'histoire débute avec Phronimé, fille d'Etéarchos, roi d'Axos. Ayant perdu sa femme, Etéarchos en épousa une autre, mais celle-ci, en véritable marâtre, le convainquit de se débarrasser de sa propre fille. Il décida donc de remettre Phronimé à Thémison, un marchand de Théra, pour qu'il la noie en mer. Cependant, Thémison refusa, et préféra emmener la fille du roi à Théra, où un certain Polymnestos la prit pour concubine. De leur union naquit un fils, Battos, qui fut bègue. À l'âge adulte, Battos alla consulter l'oracle de Delphes pour son bégaiement, mais cette dernière lui apporta une tout autre réponse : 

« Battos, tu es venu consulter pour ta voix : eh bien ! le seigneur Phoibos t'envoie dans la Libye, cette terre à moutons, pour y fonder une  cité »

Battos ne tint pas compte de cet oracle, qu'il trouva absurde, et s'en retourna à Théra. De grands malheurs s'abattirent sur la cité, et les Théréens consultèrent la Pythie pour en connaître l'origine. Cette dernière leur répondit qu'ils seraient plus heureux s'ils fondaient, avec Battos, une colonie en Libye. Battos partit donc pour la Libye avec deux pentécontères, mais lui, et les membres de son expédition, ne souhaitèrent pas rester en Afrique, et tentèrent rapidement de revenir à Théra. Accueillis à coups de pierre, ils furent forcés de reprendre le même chemin et s'installèrent sur l'île de Platée.
Pour François Chamoux, ces deux versions, parce qu'elles présentent beaucoup de ressemblances, rapportent les mêmes faits, mais de deux points de vue différents. En effet, dans les deux récits, la Pythie joue un rôle central, ordonnant les Théréens de fonder une colonie en Libye. Les citoyens de Théra ignorent l'oracle, ce qui leur apporte beaucoup de malheurs. Pour trouver une solution à leur problème, ils consultent à nouveau la Pythie, qui leur demande, encore une fois, de coloniser la Libye. Cette fois-ci, les Théréens obéissent et préparent une première expédition, qui ne dure pas, préférant retourner dans leur cité. Une seconde expédition aboutit à l'établissement d'une colonie sur l'île de Platée.

En réalité, il semble que la colonisation de la Libye par les Théréens ait été une manière pour la cité de résoudre un problème de surpopulation et de manque de terres. Pour appuyer sa démonstration, François Chamoux utilise notamment une scolie de Pindare, citant Ménéclès de Barca, au sujet de la fondation de Cyrène : 

« Ménéclas en tout cas, dit-il, considère comme vraisemblable l'explication par les troubles politiques, et celle par le bégaiement comme légendaire. Il raconte que, les Théréens s'étant divisés en deux factions rivales. Battos était le chef de l'une d'elles. Les deux partis en vinrent aux mains : les partisans de Battos furent chassés de la ville et bannis du pays. Renonçant à rentrer dans leur patrie, ils délibéraient sur les moyens de fonder une colonie. Battos se rendit à Delphes et interrogea l'oracle sur leur affaire : devaient-ils poursuivre la lutte jusqu'au bout ou bien aller fonder ailleurs une colonie ? Le dieu prophétisa : Battos, de tes deux projets le premier ne vaut rien, mais le second est sage. Pars ! Abandonne ta patrie insulaire ! Le continent vaut mieux pour toi. »

### Roi de Cyrène
Battos aurait eu une très bonne réputation et aurait régné près de 40 ans sur la cité. Il est souvent considéré comme un bon roi, par opposition à ses successeurs les « mauvais » rois.
En fait, le fondateur de Cyrène s'appelait sans doute Aristotélès, fils de Polymnaste. Battos devait être un titre royal en Libye et n'est devenu qu'ensuite un nom propre,. Le nom de Battos est à l'origine de celui de la dynastie des Battiades qui a régné sur Cyrène jusqu'au milieu du Ve siècle av. J.-C.
Selon Pindare, dans la cinquième Pythique, Aristotélès Battos agrandit les sanctuaires des dieux et « pour les pompes en l'honneur d'Apollon, secourable aux mortels, il traça, droit à travers la plaine, une route dallée, où retentit le pas des chevaux ». Il reposait dans un tombeau à l'extrémité de l'agora de Cyrène.
Ovide dans ses Fastes met en scène Battos qu'il présente comme le roi de l'île de Mélité, c'est-à-dire Malte. Il accueille Didon en fuite pendant deux ans mais doit l'abandonner à son sort quand son frère Pygmalion vient menacer le petit royaume. C'est la seule allusion connue à un « roi de Malte ». Cette probable invention littéraire d'Ovide n'a pas de base historique connue.